# 禹建鈞
禹建鈞，字仲甫，山東省樂陵縣人。清朝政治人物，同進士出身。

## 生平
道光二十五年（1845年）會試中式，但因覆試考列四等，被罰停殿試一科。道光二十七年（1847年）參加殿試，位列張之萬榜三甲，與沈桂芬、李鴻章、沈葆楨等同年。以知縣分發河南，辦理賑災事宜，禁絕污吏侵奪，捐資埋葬死者，被人民稱為“青天”。歷署永城、安陽縣事，皆有政績。宣統《樂陵縣鄉土志》有傳。